# Partito Nazionale Indipendente dei Quadri e delle Elites
Il Partito Nazionale Indipendente dei Quadri e delle Elites (PNIQE) è un partito politico iracheno.
Esso rappresenta la componente islamica sciita che non appoggia l'Alleanza Irachena Unita.  È strettamente associato col movimento di Muqtada al-Sadr e del suo "Esercito del Mahdi" (poi "Brigate della Pace").  Il partito è guidato dal proprietario di giornali Fatah al-Shaykh.  

## Elezioni provvisorie del 2005
Nelle Elezioni parlamentari in Iraq del gennaio 2005, il PNIQE ha ottenuto circa 70 000 voti, ossia lo 0,8% del consenso elettorale, conseguendo così 3 seggi nell'Assemblea nazionale provvisoria dell'Iraq.

## Elezioni parlamentari del 2005
Il PNIQE non ha contestato le elezioni parlamentari per l'Assemblea Nazionale, svoltesi più tardi nel dicembre 2005. Numerosi sostenitori di al-Sadr hanno fatto parte delle liste dell'Alleanza Irachena Unita.